# Торкаль де Антекера
Національний парк «Торкаль» в Антекері (ісп. Parque Nacional Torcal de Antequera) — національний парк Іспанії, розташовується на півдні країни, в північній частині провінції Малага, на межі муніципалітету Антекера. Парк зачаровує своїми химерними формами скель і каменів, які піддавалися ерозії багато десятків, а може і сотень мільйонів років. Пейзажі парку є яскравим прикладом карстового рельєфу. Площа парку — 20,08 км².

## Геологічна характеристика

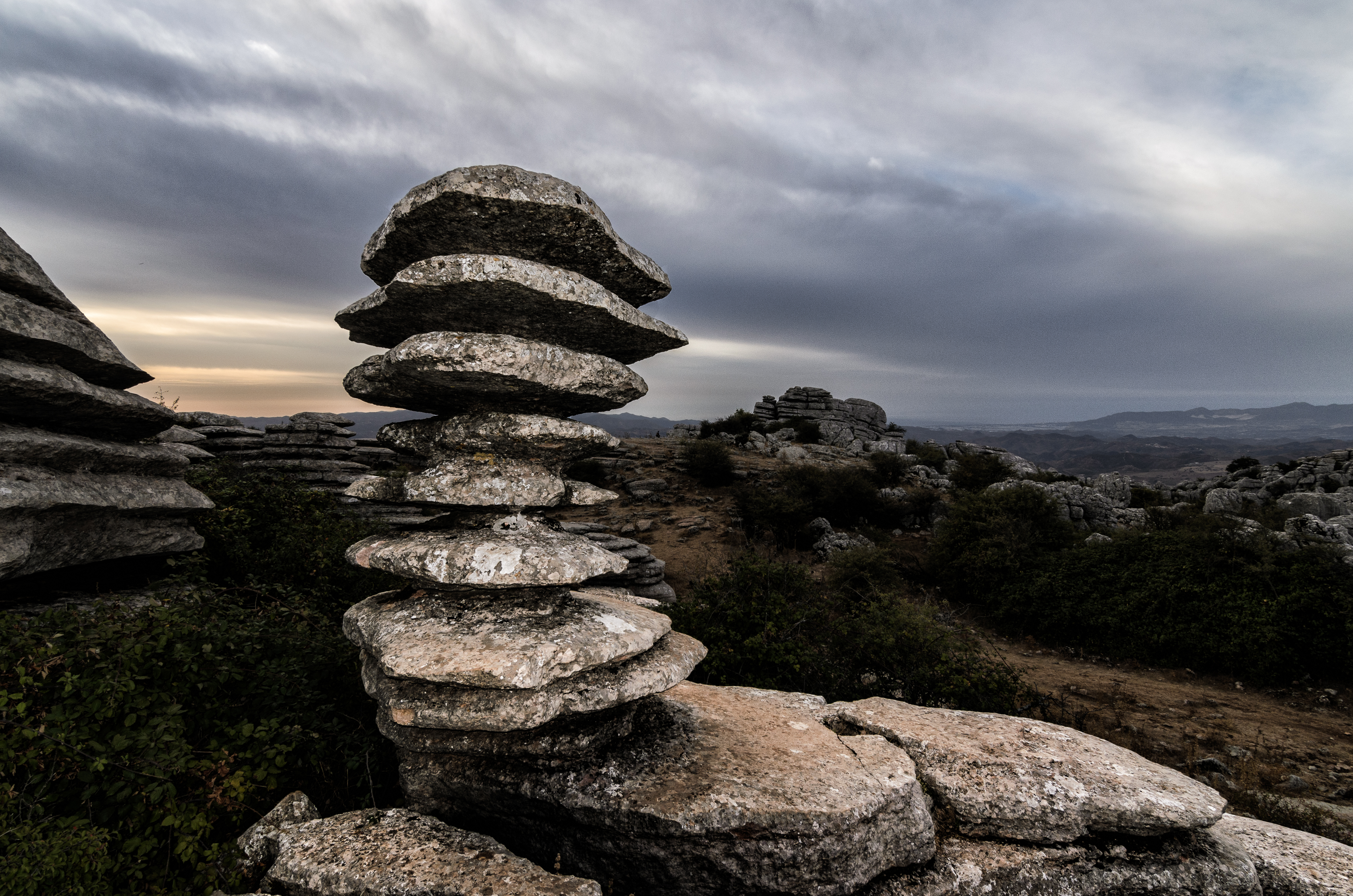
Гвинт

Кам'яні масиви парку складаються з вапняку трьох типів: ооліт, брекчевидний і крихкий. Усе це утворювалося на морському дні впродовж Юрського періоду (між 250 і 150 мільйонів років тому). Осад збирався на дні океану, ставав все товстіше і товстіше, і з часом затвердів.